# D118 (Aude)
De D118 is een departementale weg in het Zuid-Franse departement Aude. De weg loopt van de grens met Tarn via Carcassonne, Limoux en Quillan naar de grens met Ariège. In Tarn loopt de weg als D118 verder naar Mazamet. In Ariège loopt de weg verder als D118 naar Mont-Louis.
Tussen Quillan en Axat is de D118 dubbelgenummerd met de D117. Hier wordt alleen het nummer D117 aangegeven.

## Geschiedenis
Oorspronkelijk was de D118 onderdeel van de N118. In 1973 werd de weg overgedragen aan het departement Aude, omdat de weg geen belang meer had voor het doorgaande verkeer. De weg is toen omgenummerd tot D118.